# Anni 390 a.C.
Gli anni 390 a.C. sono il decennio che comprende gli anni dal 399 a.C. al 390 a.C. inclusi.

## Eventi, invenzioni e scoperte
- Nel 390 a.C. una tribù di Galli Senoni varca l'Appennino devastando l'Etruria, annienta un esercito della Lega Latina inviato presso il fiume Allia(18 luglio), raggiungendo Roma. Una volta saccheggiata e incendiata la città, dietro un lauto riscatto l'abbandona.

## Nati
- Calano, filosofo, predicatore e mistico indiano († 323 a.C.)397 a.C.
- Antipatro, militare macedone antico († 319 a.C.)
- Bas di Bitinia († 326 a.C.)
- Dionisio II di Siracusa, siceliota396 a.C.
- Senocrate, filosofo greco antico († 314 a.C.)394 a.C.
- Apollodoro di Pasione, politico ateniese390 a.C.
- Dinostrato, matematico greco antico († 320 a.C.)
- Shang Yang, politico cinese († 338 a.C.)

## Morti
- Amirteo, sovrano egizio
- Socrate, filosofo greco antico396 a.C.
- Gneo Genucio Augurino, politico e militare romano
- Oreste di Macedonia, re395 a.C.
- Lisandro, militare spartano
- Tissaferne, militare e politico persiano (n. 445 a.C.)394 a.C.
- Pisandro di Sparta, ammiraglio spartano393 a.C.
- Archelao II di Macedonia, re
- Hernebkha, faraone egizio
- Neferite I, sovrano egizio
- Pausania di Macedonia, sovrano
- Psammuthis, faraone egizio392 a.C.
- Tarripa, re (n. 430 a.C.)391 a.C.
- Tibrone, militare spartano390 a.C.
- 20 luglio - Marco Papirio, senatore romano
- Filolao, filosofo, astronomo e matematico greco antico (n. 470 a.C.)
- Sirra, principe illiro (n. 437 a.C.)